# Hermann Muthesius
Adam Gottlieb Hermann Muthesius (Großneuhausen, 20 de abril de 1861 – 29 de outubro de 1927) foi um arquitecto alemão, autor e diplomata, conhecido por promover muitas das ideias do movimento Arts and Crafts  na Alemanha e por sua influência sobre os pioneiros da arquitectura modernista da Alemanha, tal como Bauhaus.
Muthesius foi um dos principais arquitetos que construíram a primeira cidade-jardim da  Alemanha, Hellerau, fundada em 1909 na periferia de Dresden. Sua fundação também estava intimamente relacionada com as atividades da Deutscher Werkbund. Entre os muitos funcionários de Muthesius estava o urbanista socialista Martin Wagner, que aplicou as lições da cidade-jardim a Berlim, em grande escala, a partir de 1924 até cerca de 1932.
Muthesius continuou a projetar casas e a escrever sobre arquitetura até 1927, quando morreu em um acidente rodoviário depois de uma visita a Berlim.